# Алієв Мірза-Ага Алі-огли
Мірза́-Ага́ Алі́ огли́ Алі́єв (азерб. Mirzəağa Əli oğlu Əliyev; 1883, Ховсан — 1954, Баку) — азербайджанський актор. Народний артист СРСР (1949).

## Сценічна діяльність
Початок сценічної діяльності — 1906 (Баку).
Від 1920 — актор Азербайджанського державного театру імені Азізбекова. Створив багато глибоко народних образів з яскравим гумористичним забарвленням.

## Ролі
Серед них: Гаджи-Кара («Гаджи-Кара» Ахундова), Кярамов («Весілля» Рахмана), Осип («Ревізор» Гоголя) та ін.

## Відзнаки і нагороди
Сталінська премія, 1943, 1948.